# Канавезе, Джеронимо

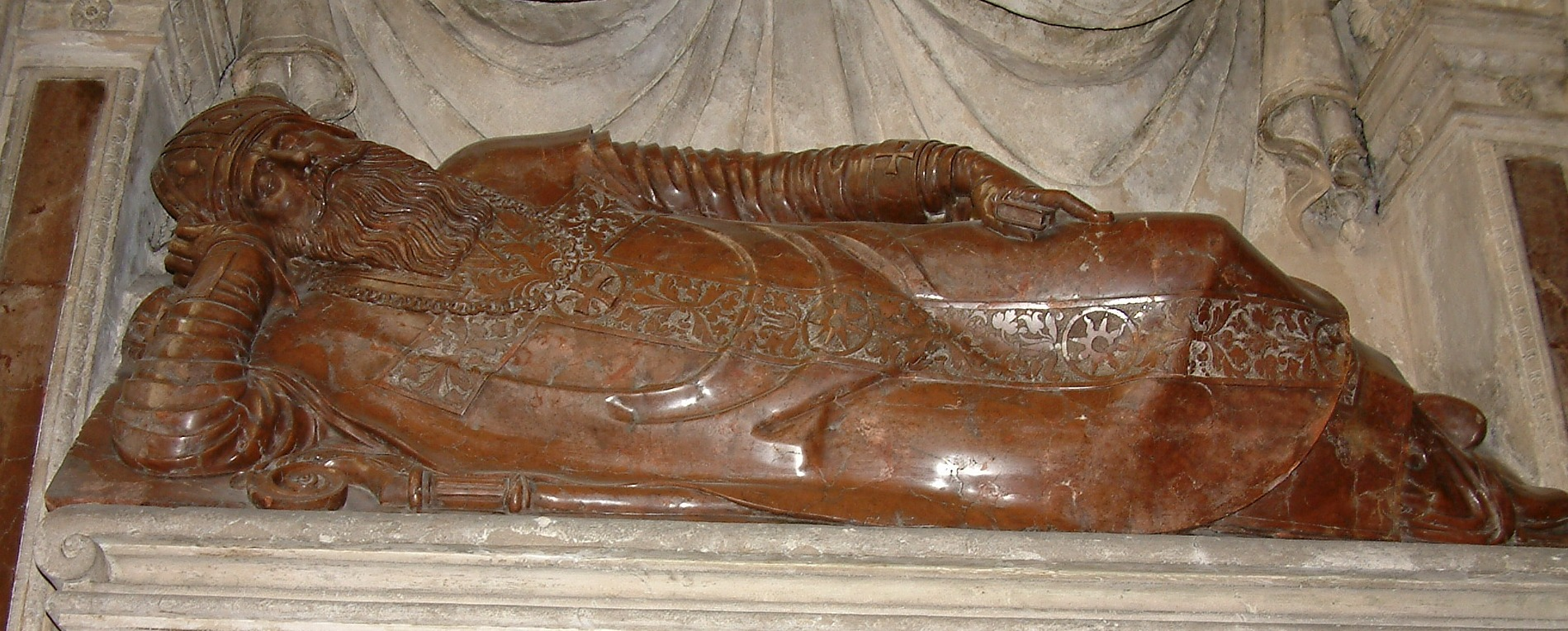
Фигура епископа Адама Конарского на надгробной плите в познаньской архикафедре-базилике, вырезанная Д. Канавези

Джеронимо Канавезе (пол. Hieronim Canavesi ; ок. 1525, вероятно Милан —1582, Краков) — итальянский скульптор, известный своими работами в Польше. Придворный художник и скульптор польского короля Сигизмунда II Августа.

## Биография
Жил в Милане, затем переехал в Краков ко двору короля Сигизмунда II Августа как «servitor regius» (Слуга короля). В 1562 году он впервые упоминается в документах королевского двора Сигизмунда II Августа. В 1567 получил деньги под заказ изготовления надгробия шляхтича Габриэля Тарло (не сохранился). В 1573 стал гражданином Кракова, в 1574 — старшим гильдии. Работал вместе со скульптором Джаммария Моска.
Умер в 1582 году.

## Творчество

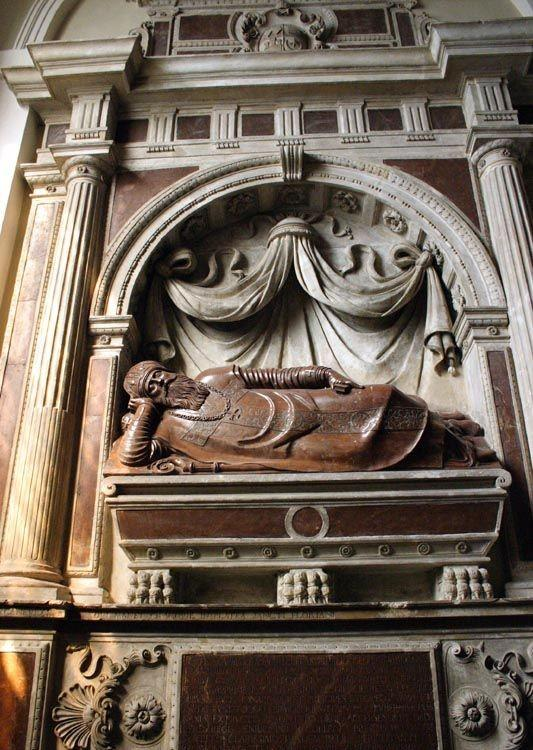
Фигура епископа Адама Конарского

Вклад в польское искусство делает его одним из ведущих скульпторов польского Ренессанса.
В основном, создавал надгробия с орнаментами в стиле голландского ренессанса, с характерным сочетанием мрамора разных цветов, в том числе надгробия одного из представителей семьи Гурки, подписанная: «Opus Hieronimi Canavesi qui manet Cracoviae на плато S. Floriam AD 1574» (находится в часовне Святого Креста) и епископа Адама Конарского в соборе в Познани, подписанная: «Opus Ieronimi Canavesi qui manet Cracoviae in platea Sancti Floriani». Обе скульптуры выполнены в тосканском стиле созданы из песчаника (корпус) и красного мрамора (статуи). Скульптуры фигур характеризуются жесткой моделью полированного камня и упрощениями при нанесении складок мантий и деталей.
Ему также приписывают надгробие С. Малешевского в Доминиканском монастыре в Кракове.